# Accara elegans
Accara elegans là một loài thực vật có hoa trong Họ Đào kim nương. Loài này được (DC.) Landrum mô tả khoa học đầu tiên năm 1990.